# Björkmätare
Björkmätare, Biston betularia, är en fjärilsart som beskrevs av Carl von Linné, 1758.  Björkmätare ingår i släktet Biston och familjen mätare, Geometridae.  Björkmätare har två olika former, en ljus form med spräcklig teckning och en mörk, svart form. Dessa former är ett resultat av fjärilens anpassning till sin omgivning och fjärilen används ofta som ett exempel på hur det naturliga urvalet verkar. Fjärilen har för vana att vila på trädstammar. Mot trädstammar bevuxna med lavar ger den ljusa formens spräckliga teckning ett bra kamouflage. Lavar är dock känsliga för luftföroreningar och i områden där luften är förorenad, exempelvis på grund av utsläpp från industrier, blir lavar sällsynta och trädstammarna blir nedsmutsade. Mot lavfattiga och smutsiga trädstammar syns de ljusa fjärilarna bättre och upptäcks därför lätt av predatorer som fåglar. Under dessa förhållanden gynnas mörkare fjärilar, eftersom de är bättre kamouflerade mot lavfattiga trädstammar och till slut blir de mörka fjärilarna dominerande i populationen. Detta fenomen observerades redan under slutet av 1800-talet i Storbritannien efter att den industriella revolutionen lett till bildandet av de första större industriområdena.

## Kännetecken
Björkmätaren har en kraftig, fint hårig kropp och långa framvingar och har en vingbredd på 41-61 millimeter. Hanen är i genomsnitt mindre än honan och har fjäderlika (brett dubbelt kamtandade) antenner medan honans antenner är trådlika . Larven är brun eller grön eller där emellan och liknar en kvist. Den ljusa formen känns igen på sin spräckliga teckning. Den mörka formen är ett exempel på melanism och beskrevs första gången från Manchester 1848. Den mörka formen har blivit mindre vanlig sedan det började införas regler för industriernas utsläpp av luftföroreningar så att många tidigare starkt nedsotade områden blivit renare.

## Bildgalleri

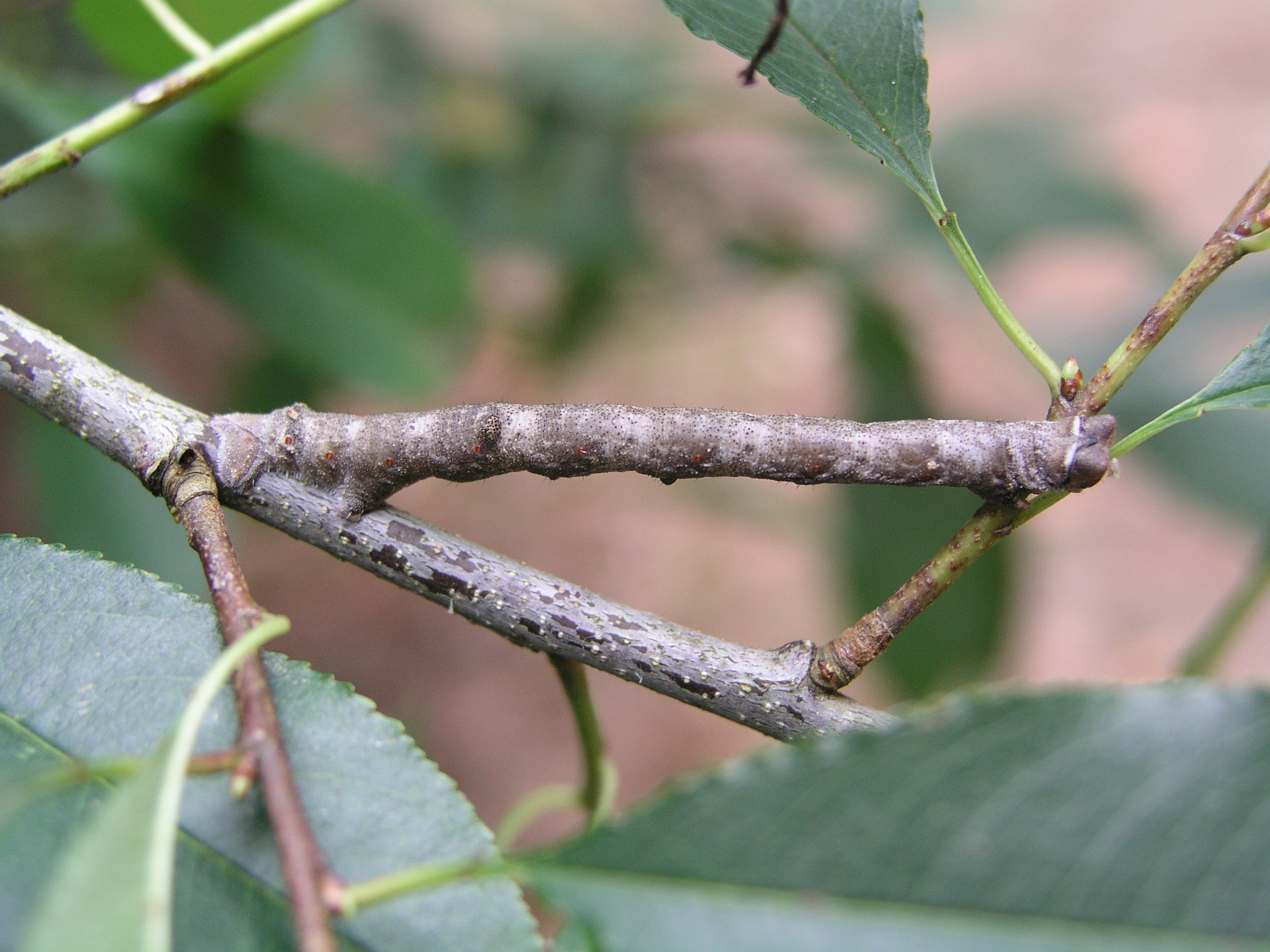
Fjärilens larv, brun variant.
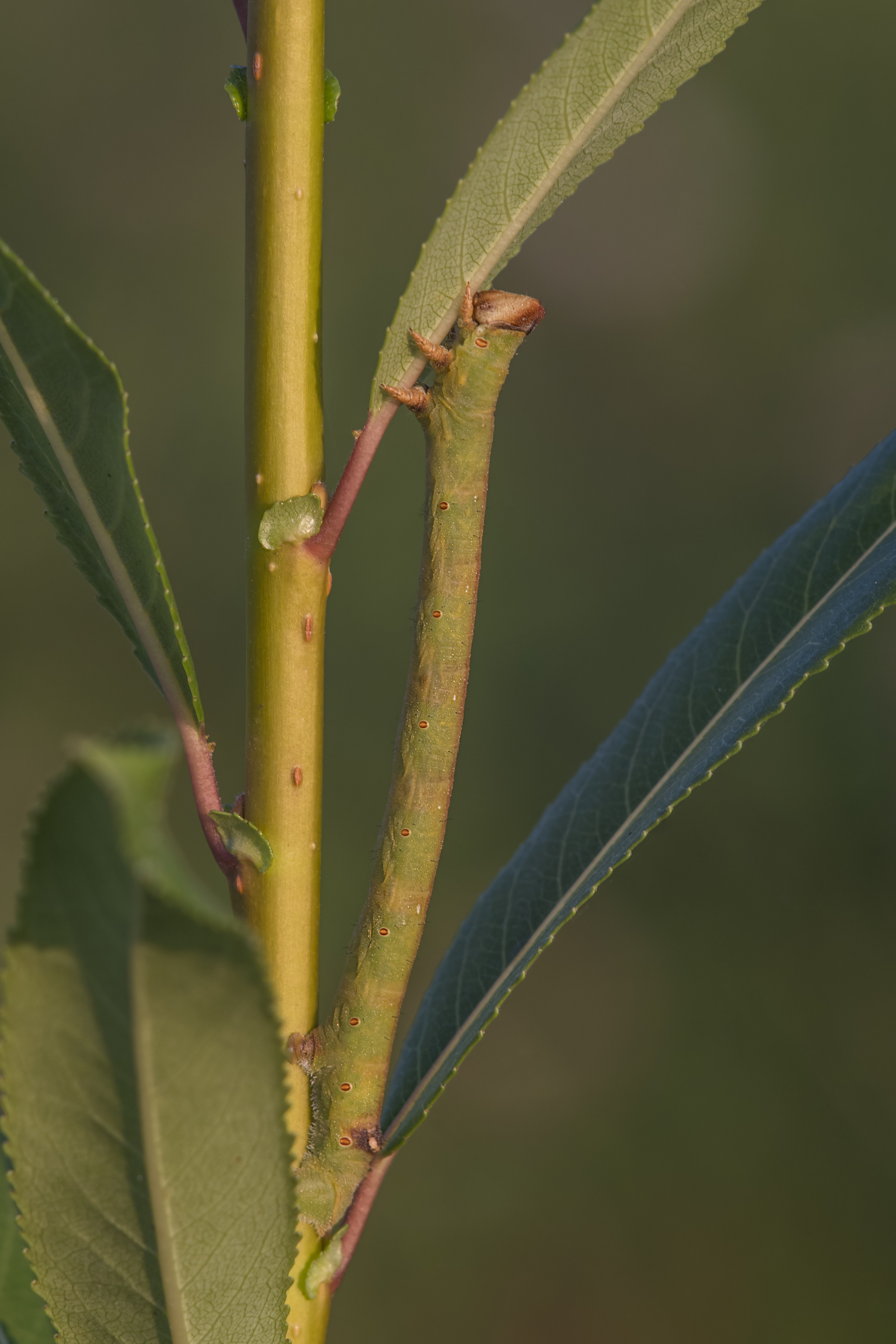
Fjärilens larv, grön variant.
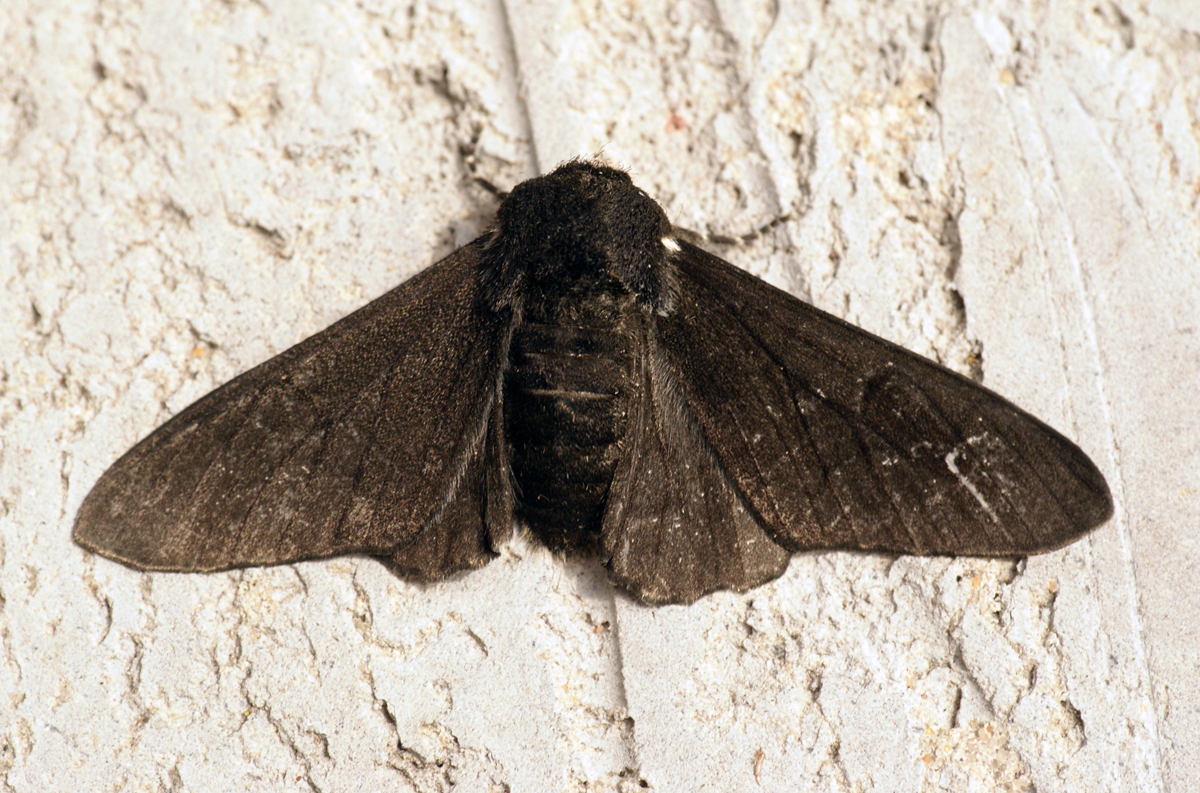
Imago fjäril, mörk form.
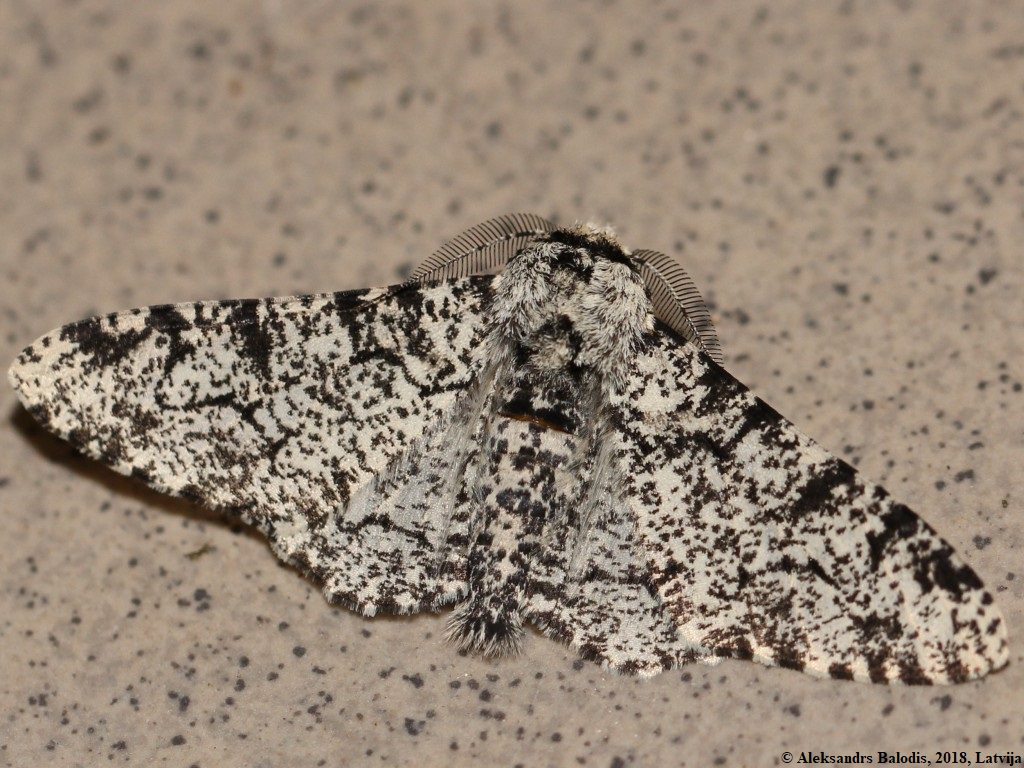
Imago fjäril, mörk form.
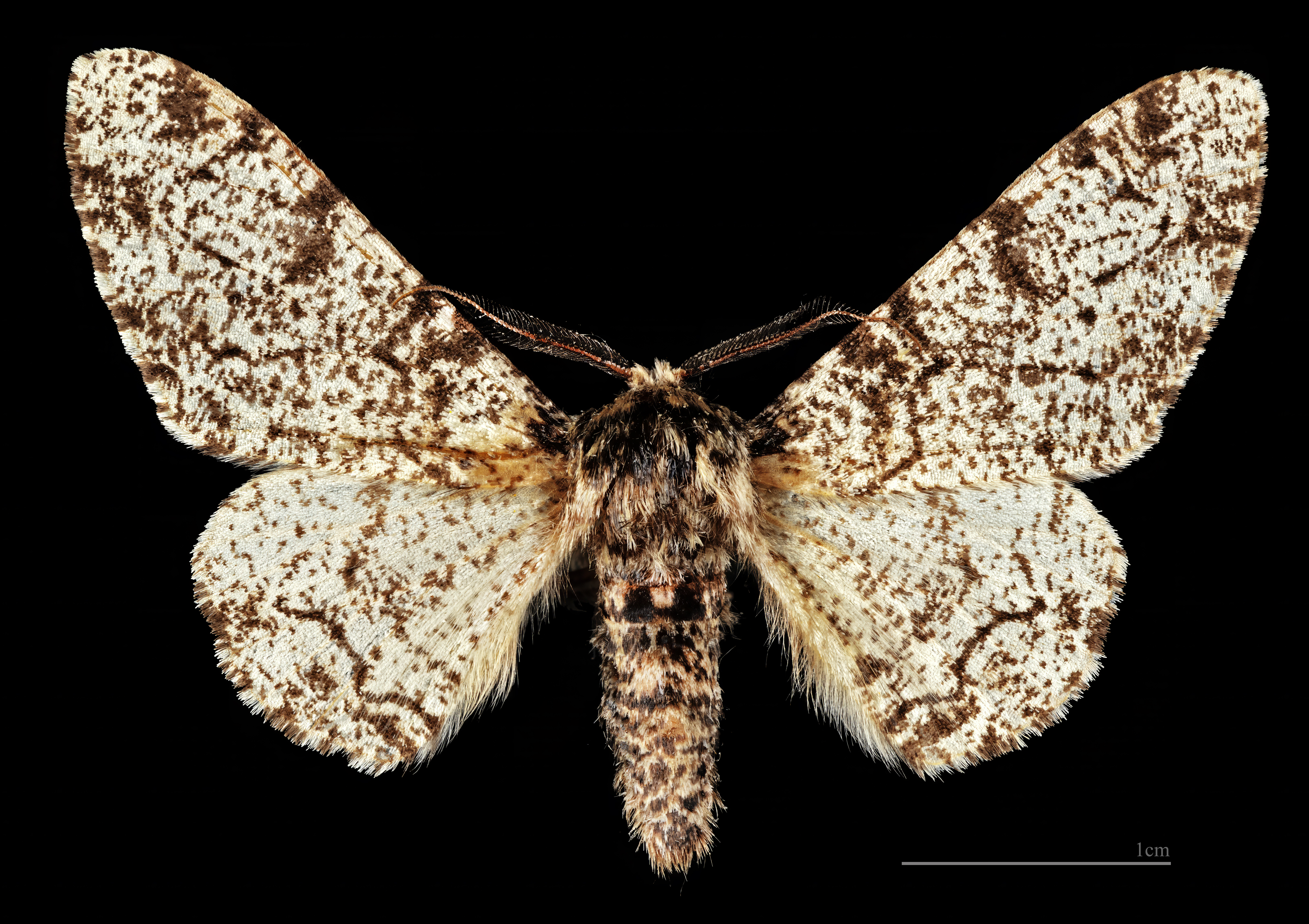
Preparerad (uppnålad) imago fjäril, hane.

## Utbredning
Utbredningsområdet för arten omfattar större delen av Europa och delar av tempererade Asien. Den finns också i Nordamerika.

## Underarter
Åtta underarter finns listade i Catalogue of Life.

### Underarter enligt Catalouge of life[4]
- Biston betularia alexandrina Wehrli, 1941
- Biston betularia betularia (Linnaeus, 1758)
- Biston betularia cognataria (Guenée, [1858])
- Biston betularia contrasta (Barnes & Benjamin, 1923)
- Biston betularia coreae Wehrli, 1941
- Biston betularia fumosarius Alphéraky, 1897
- Biston betularia nepalensis Inoue, 1982
- Biston betularia parva Leech, 1897.

## Hot och status
Det är en vitt spridd art som kan leva i varierade habitat. Fjärilen kan i områden där det bedrivs jordbruk påverkas negativt av bekämpningsmedel men anses inte vara hotad. Arten är reproducerande i både Sverige och Finland och enligt respektive rödlista är arten livskraftig, LC i båda länderna.

## Levnadssätt
Som andra fjärilar har björkmätaren en livscykel som innefattar fyra utvecklingsstadier, ägg, larv, puppa och imago. Livscykeln är ettårig och övervintringen sker som puppa. Honan sänder ut feromoner för att locka till sig hanar och efter parningen lägger hon ägg på ett lövträd. Det kan exempelvis vara någon art ur boksläktet, björksläktet eller eksläktet. Larven äter under sommaren av värdväxtens blad och i slutet av sommaren när den är färdigväxt förpuppar den sig i marken. De fullbildade fjärilarna börjar komma fram i maj och kan ses fram till augusti. Fjärilarna flyger på natten och vilar på dagen, oftast på trädstammar. Som imago lever arten upp till omkring två veckor.